# Majakka
Majakka es un rascacielos residencial situado en Helsinki, concretamente en el distrito de Kalasatama. Es el edificio más alto  en Finlandia y el segundo edificio más alto en los países nórdicos, después de Turning Torso de Malmö.
La torre mide 134 metros (146,5 yd) de altura, lo que lo convierte en el edificio más alto de Finlandia. Está dividido en 35 pisos y contiene 283 apartamentos. El quinto piso tiene un jardín abierto al público. La torre está unida al Centro Comercial Redi y la estación de metro de Kalasatama. El complejo incluye otros edificios residenciales de gran altura, así como un hotel y oficinas.
Después de los retrasos causados por problemas con el agua, los primeros inquilinos se mudaron el 25 de noviembre de 2019.